# ليليان لوك
ليليان لوك (بالإنجليزية: Lilian Sophia Locke)‏ هي نقابية وسفرجات أسترالية، ولدت في 6 يونيو 1869، وتوفيت في 1950 في North Sydney ‏ في أستراليا.